# Macrozamia spiralis
Macrozamia spiralis (Salisb.) Miq., 1842 è una pianta appartenente alla famiglia delle Zamiaceae, endemica dell'Australia.

## Descrizione

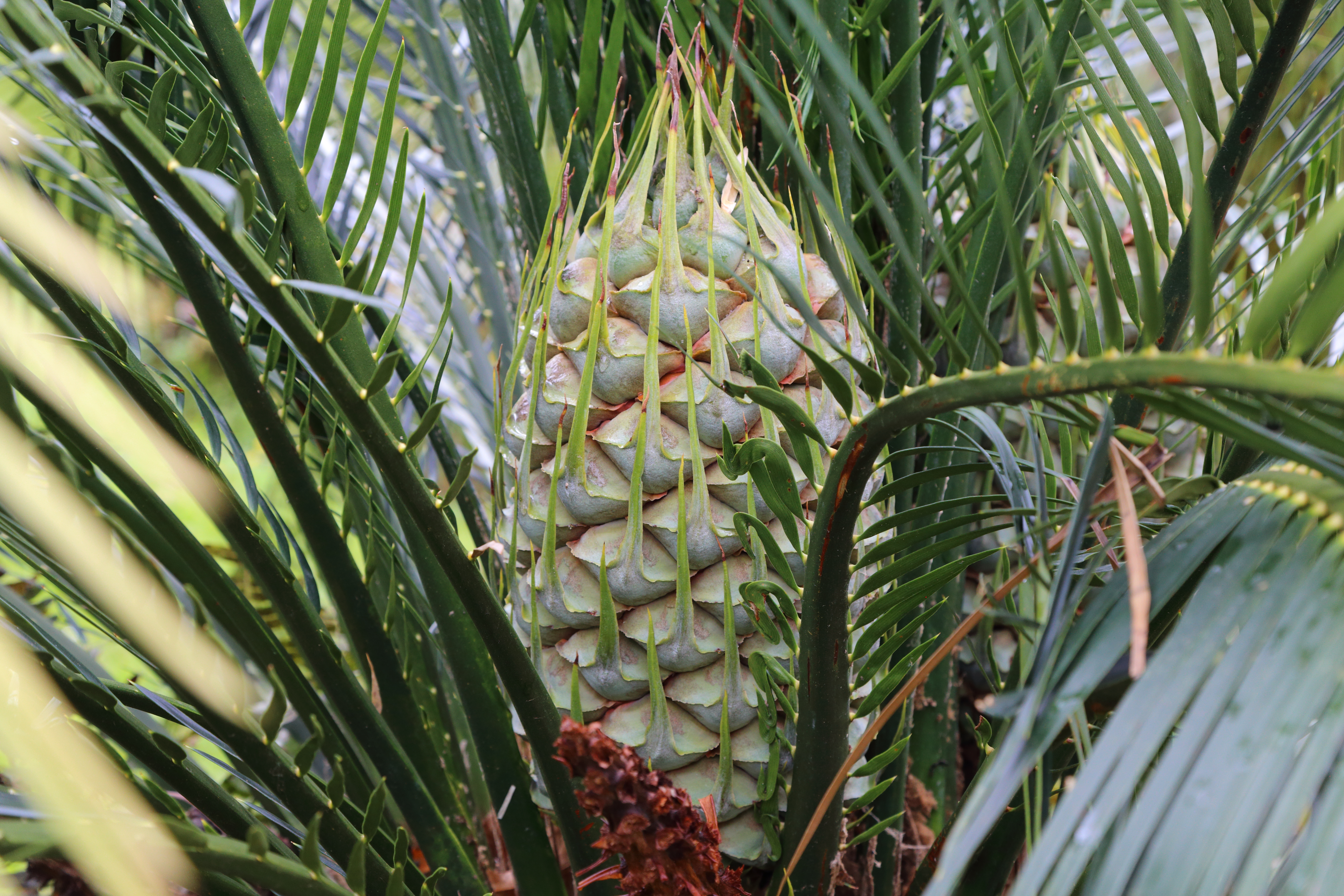
Cono femminile

È una cicade con fusto  prevalentemente sotterraneo, alto sino a 30 cm e con diametro di 8-20 cm.
Le foglie, pennate, lunghe 60-90 cm, sono disposte a corona all'apice del fusto e sono rette da un picciolo lungo 15-40 cm; ogni foglia è composta da 22-60 paia di foglioline lanceolate, con margine intero o paucidentato, lunghe mediamente 12-20 cm, inserite sul rachide con andamento spiraliforme.
È una specie dioica con esemplari maschili che presentano da 1 a 4 coni terminali di forma cilindrica, lunghi 15-20 cm e larghi 5-6 cm ed esemplari femminili con 1-2 coni di forma ovoidale lunghi 12-20 cm, e larghi 7-9 cm.
I semi sono grossolanamente ovoidali, lunghi 25-30 mm, ricoperti da un tegumento di colore dall'arancio al rosso scarlatto.

## Distribuzione e habitat
La specie è endemica del Nuovo Galles del Sud, in Australia.

## Conservazione
La IUCN Red List classifica M. spiralis come specie in pericolo di estinzione (Endangered).

La specie è inserita nella Appendice II della Convention on International Trade of Endangered Species (CITES).